# Carolin (mynt)
Karoliner är svenska mynt, som präglades i Sverige på 1600, 1700 och 1800-talen. 1 carolin motsvarade 2 mark i präglade silvermynt. Kursen mellan caroliner och daler kopparmynt var under vissa perioder flytande. De som har en bild på Fredrik I kallades på sin tid "fredrikar" och de med bild på Adolf Fredriks kallades "adolfiner". 3 caroliner kallades under 1600-talet för en riksdaler carolin.

## Historik
Under Karl IX:s regeringstid slogs ett guldmynt på 16 mark med en finvikt på 4,85 g, vilket kallades carolin. Alltifrån 1664 benämndes markmyntet carolin varvid 1 mark =  ½ carolin (silvermynt som präglades till 1721).
2 mark = 1 carolin (myntad till 1754), 4 mark = dubbel carolin (1755) samt 8 mark (dukaton) = fyrdubbel carolin (1794).
År 1718 slogs ett nytt mynt under det gamla namnet, ”Görtzka carolinen”. I och med myntrealisationen 1776 upphörde carolinen att gälla.